# Znaki diakrytyczne
Znaki diakrytyczne, diakrytyki (stgr. διακριτικός diakritikós „odróżniający”) – znaki graficzne używane w alfabetach i innych systemach pisma, umieszczane nad, pod literą, obok lub wewnątrz niej, zmieniające sposób odczytu tej litery i tworzące przez to nową literę. W alfabetach sylabowych mogą zmienić znaczenie całej sylaby.
W alfabecie polskim jest dziewięć liter tworzonych za pomocą znaków diakrytycznych (litery diakrytyzowane, litery diakrytyczne): ą, ć, ę, ł, ń, ó, ś, ź, ż.
W obiegu potocznym jako „znaki diakrytyczne” określa się również litery diakrytyzowane, czyli tworzone poprzez dodanie znaków diakrytycznych.
W składzie komputerowym często do sprawdzania, czy dany font zawiera polskie litery diakrytyzowane, używa się zdania „zażółć gęślą jaźń”. Jest to najkrótsze znane zdanie, które zawiera wszystkie polskie litery diakrytyzowane; choć poprawne gramatycznie, nie przekazuje ono sensownej treści.